# Yariv Mozer
Yariv Mozer (17 de fevereiro de 1978) é um professor, escritor, ator, diretor e produtor cinematográfico israelense, formado em cinema pela Universidade de Tel Aviv e conhecido por dirigir filmes de temática LGBT.

## Filmografia
Sua grande estreia se deu com o filme Caracóis na Chuva (2013), que teve lançamento mundial no Festival Internacional de Cinema de Montreal. Antes disso, Mozer já tinha dirigido o documentário Os Homens Invisíveis (2012), ganhador de um prêmio no Festival Internacional de Cinema LGBT de São Francisco.
- 2003 Passiflora Waltz
- 2008 My First War
- 2009 Another Way
- 2012 Undressing Israel: Gay Men in the Promised Land
- 2012 The Invisible Men
- 2013: Caracóis na Chuva